# Espresso limitato
L'espresso limitato è una tipologia di treno espresso presente in alcuni paesi. Si riferisce a un treno espresso che ferma solo in un numero limitato di stazioni rispetto ad altri treni che percorrono la stessa direttrice.

## Giappone
Il termine "espresso limitato" ("limited express" nella traduzione ufficiale in inglese) è una tipica traduzione del nome giapponese tokubetsu kyūkō (特別急行?); letteralmente, "espresso speciale", a volte abbreviato come tokkyū (特急?). Sebbene alcuni operatori talvolta lo traducano in maniere differenti, questa sezione riguarda i treni tokubetsu kyūkō in Giappone senza distinzione di operatore. Possono trovarsi anche servizi denominati "espresso limitato rapido" (快速特急?, Kaisoku Tokkyū).
Rispetto ai normali treni espressi, gli espressi limitati utilizzano carrozze dal comfort migliorato, viaggiano a una velocità più sostenuta e fermano in un numero minore di stazioni. Molti espressi limitati prevedono posti a prenotazione, carrozze ristoranti o servizi bar in carrozza, nonché Green car (carrozze di prima classe). Viaggiare su un espresso limitato in Giappone ha un costo maggiore rispetto ai treni ordinari, ma è il più tipico servizio intercity offerto in Giappone, direttamente precedente al livello di servizio dell'alta velocità Shinkansen. Gli espressi limitati circolano sia su relazioni a lunga percorrenza che richiedono diverse ore di viaggio, che su tratte suburbane per pendolari.
Fino al marzo 1972 il treno Hikari sulla Tōkaidō Shinkansen era ufficialmente classificato come chōtokkyū (超特急?), che significa, letteralmente, 'oltre l'espresso limitato' o 'super espresso', e il prezzo era superiore al treno Kodama, classificato come "limited express" in inglese. Attualmente tutti i treni Shinkansen sono classificati come tokkyū (特急?), ma in inglese si continua ad utilizzare la dicitura "superexpress".
La tabella sottostante riassume i principali espressi limitati circolanti in Giappone, sia del gruppo JR che dei principali operatori privati che gestiscono questi servizi.
| Compagnia             | Tipo di treno                                                   | Tipo di treno                          | Supplemento  | Foto esempio                                          | Note                                                                                      |
| Compagnia             | Inglese                                                         | Giapponese                             | Supplemento  | Foto esempio                                          | Note                                                                                      |
| --------------------- | --------------------------------------------------------------- | -------------------------------------- | ------------ | ----------------------------------------------------- | ----------------------------------------------------------------------------------------- |
| JR Group              | Espresso limitato                                               | Tokkyū                                 | Sì           |                                                       |                                                                                           |
| Ferrovie Tōbu         | Espresso limitato                                               | Tokkyū                                 | Sì           |                                                       | L'Espresso limitato (gratuito) sulla linea Tōbu Tōjō è stato cessato il 13 giugno 2008.   |
| Ferrovie Seibu        | Espresso limitato                                               | Tokkyū                                 | Sì           |                                                       |                                                                                           |
| Ferrovie Keisei       | Espresso limitato                                               | Kaisoku Tokkyū, Tokkyū                 | No           |                                                       | I servizi Skyliner e City Liner sono di livello superiore rispetto all'Espresso limitato. |
| Ferrovie Keisei       | Access Express                                                  | Akusesu Tokkyū                         | No           |                                                       | I servizi Skyliner e City Liner sono di livello superiore rispetto all'Espresso limitato. |
| Ferrovie Keisei       | Commuter Express                                                | Tsūkin Tokkyū                          | No           |                                                       | I servizi Skyliner e City Liner sono di livello superiore rispetto all'Espresso limitato. |
| Keiō Corporation      | Espresso speciale                                               | Tokkyū                                 | No           |                                                       |                                                                                           |
| Keiō Corporation      | Semiespresso speciale                                           | Juntokkyū                              | No           |                                                       |                                                                                           |
| Ferrovie Odakyū       | Espresso limitato                                               | Tokkyū                                 | Sì           |                                                       | Alcuni espressi limitati Romancecar operano sulla rete Tokyo Metro.                       |
| Tōkyū Corporation     | Espresso limitato                                               | Tokkyū                                 | No           |                                                       |                                                                                           |
| Tōkyū Corporation     | Espresso limitato pendolari (chiamato anche Espresso pendolari) | Tsūkin Tokkyū                          | No           |                                                       |                                                                                           |
| Ferrovie Keikyū       | Espresso limitato                                               | Kaitoku, Tokkyū                        | No           |                                                       | Il servizio Keikyu Wing è considerato superiore all'espresso limitato                     |
| Ferrovie di Nagoya    | μSKY                                                            | Myū-Sukai                              | Sì           |                                                       | I treni consistono in carrozze di sola prima classe.                                      |
| Ferrovie di Nagoya    | Espresso limitato rapido                                        | Kaisoku Tokkyū                         | Alcuni treni | Alcuni treni consistono in carrozze di seconda classe |                                                                                           |
| Ferrovie di Nagoya    | Espresso limitato                                               | Tokkyū                                 | Alcuni treni | Alcuni treni consistono in carrozze di seconda classe |                                                                                           |
| Ferrovie Kintetsu     | Espresso limitato                                               | Tokkyū                                 | Sì           |                                                       |                                                                                           |
| Ferrovie Nankai       | Espresso limitato                                               | Tokkyū                                 | Alcuni treni |                                                       | I servizi Rapi:t, Koya, e Rinkan sono a prenotazione del posto obbligatoria               |
| Ferrovie Keihan       | Espresso limitato                                               | Tokkyū                                 | No           |                                                       |                                                                                           |
| Ferrovie Hankyū       | Espresso limitato                                               | Tokkyū, Tsūkin Tokkyū, Kaisoku Tokkyū  | No           |                                                       |                                                                                           |
| Ferrovie Hanshin      | Espresso limitato                                               | Tokkyū, Chokutsū Tokkyū, Kukan Tokkyū, | No           |                                                       |                                                                                           |
| Ferrovie Nishi-Nippon | Espresso limitato                                               | Tokkyū                                 | No           |                                                       |                                                                                           |